# Luke Gilford
Luke Gilford (* 1986 in Denver) ist ein US-amerikanischer Künstler, Fotograf, Drehbuchautor und Filmregisseur.

## Leben
Luke Gilford wurde 1986 in Denver geboren. Er wuchs in Colorado auf. Sein Vater war Mitglied der Professional Rodeo Cowboys Association, weshalb Gilford seine prägenden Jahre mit Rodeo verbrachte, das oft mit Konservatismus und Homophobie in Verbindung gebracht wird. Nachdem Gilford Kunst an der University of California in Los Angeles studierte, entdeckte er im Jahr 2016 die International Gay Rodeo Association (IGRA) und begann sich selbst als Teil einer Rodeo-Familie zu sehen. Die IGRA ist die Organisationsorganisation für die LGBTQ+-Cowboy- und Cowgirl-Community in Nordamerika und bietet einen sicheren Raum ohne Diskriminierung wegen Rasse oder Geschlechteridentität. Nach seinem Abschluss an der UCLA zog er nach Tennessee, wo er mit Freunden in einer teilweise queeren Kommune lebte.
Nach seiner Rückkehr zum Rodeo dokumentierte Gilford fast vier Jahre lang während einer Reise durch Texas, New Mexico, Arizona, Colorado und Kalifornien das queere Leben auf dem Land. Er verwendete eine Mittelformatkamera und entwickelte die Aufnahmen händisch in einer Dunkelkammer. Im Jahr 2020 veröffentlichte er unter dem Titel National Anthem bei Damiani eine einen Fotoband mit seiner Arbeit, die Texte von ihm selbst, Mary L. Gray, Janet Mock, Matthew Riemer & Leighton Brown und Drew Sawyer beinhaltet. Im Juli und August 2022 wurde seine Arbeit in The SN37 Gallery in Manhattans Hafengegend Seaport ausgestellt. Gilford zeigt auf den Bildern nicht nur das Rodeoreiten selbst, sondern auch die Prellungen, die zerrissene Kleidung und die gelegentlichen Knochenbrüche, die hierbei an der Tagesordnung sind.
Das Fotoprojekt stellt die Grundlage für Gilfords Film National Anthem dar, für den er zusammen mit David Largman Murray und Kevin Best das Drehbuch schrieb. Der Film, mit Charlie Plummer und Eve Lindley in den Hauptrollen, ist Gilfords Spielfilmdebüt und feierte im März 2023 beim South by Southwest Film Festival seine Premiere.

## Auszeichnungen
Raindance Filmfestival
- 2024: Auszeichnung für das Beste Regiedebüt in der Sektion Discovery (National Anthem)[12]

## Werke
- Luke Gilford: National Anthem.  Mit Texten von Luke Gilford, Mary L. Gray, Janet Mock, Matthew Riemer & Leighton Brown und Drew Sawyer. Damiani, 2020. ISBN 978-88-6208-736-0.